# 박쥐나방상과
박쥐나방상과(Hepialoidea)은 박쥐나방하목에 속하는 나방 상과의 하나이다. 한국에는 박쥐나방과(Hepialidae)의 수 종이 보고되어 있다.

## 화석
박쥐나방상과의 화석 종은 드물다. 아일오브와이트 주 뱀브리지의 이회토(泥灰土) 속에서 발견된 프로헤피알루스속(Prohepialus, 박쥐나방과로 추정)은 약 3,500만년 전 화석으로 기록되어 있다. 중국에서도 마이오세 중기의 박쥐나방 화석이 발견된 바 있다.

## 하위 과
- Anomosetidae
- Neotheoridae
- Prototheoridae
- Palaeosetidae
- 박쥐나방과 (Hepialidae)